# Какрц
Какрц су једно од насеља места Кртоли на северној обали полуострва Луштица залива Бока которска – Црна Гора, са погледом на Тиват, Ластву, Острво Св. Марко и планину Ловћен.

## Географија
То је мало и тихо насеље на самој обали до којег се не може доћи аутомобилом, маде је удаљено од главног пута Тиват - Кртоли - Луштица око 300 м. И Какрц, као и оближња Бјелила имају специфичну микро климу - поветарац „преко горе“, а велико присуство слатке воде у мору из бројних извора (један од извора је на самој обали у центру насеља), утиче на чистоћу мора тако да се море око Какрца, према истраживањима Института за биологију мора, Котор - поред Бјелила сматра најчистијим морем на целом Црногорском приморју.
Какрц, у малој ували, чине тридесетак старих - адаптираних камених кућа мештана насеља Радовићи. Надомак Какрца постоји и мање острво – Зановетни Шкољиц. Какрц је типично летовалиште јер у њему, сем у пролећном и летњем периоду не живи нико, али за време летњих месеци број житеља се попне и на 200 до 300.